# Трюгве Гюлбрансен
Трюгве Гюлбрансен (на норвежки: Trygve Gulbranssen) е норвежки спортен журналист, бизнесмен, сценарист и писател на произведения в жанра съвременен роман. Определян е за един от най-големите норвежки класици. В средата на ХХ век той е четвъртият най-продаван автор в света благодарение на трилогията си „Бьорндал“.

## Биография и творчество
Трюгве Гюлбрансен е роден на 15 юни 1894 г. в Християния (сега част от Осло), Норвегия, в семейството на Кристен Гюлбрансен и Анете Дал. Има двама по-големи братя и три по-малки сестри. Баща му е дърводелец и майстор строител, занимаващ се с реновиране на жилища и препродажбата им, но по време на кризата от 1899 г. фалира и става обикновен брокер на недвижими имоти. Заради тежкото състояние на семейството Трюгве започва още от деветгодишна възраст да помага за издръжката като в свободното си време работи като куриер. Още от малък си води бележки за впечатленията и живота си.
На 14 години, заради финансовите трудности, напуска училище и започва работа като служител асистент във фабрика за лепило, като в продължение на над осем години достига до позицията на счетоводител и касиер. Заедно с работата си посещава общинско вечерно училище и допълнително учи английски език и счетоводство. Работата му като счетоводител му носи по-добри доходи и през 1908 г. семейството се премества в по-добро жилище и квартал. Като ученик показва талант на художник и в периода 1909-1916 г. посещава и вечерен курс в Школата за изкуство и занаяти на Кралство Норвегия.
Първата му журналистическа статия за спорт е публикувана през 1916 г. По-късно става съсобственик на спортен вестник. Запален по спорта участва като съдия по лека атлетика на Олимпийските игри в Антверпен през 1920 г. Отразява Олимпийските игри в Париж през 1924 г., Амстердам през 1928 г., Лос Анджелис през 1932 г. и в Берлин през 1936 г. В периода 1919-1927 г. е заместник-председател на Норвежката федерация по лека атлетика.
През 1920 г. събира достатъчно средства и открива собствен бизнес с тютюн. Внася тютюн и принадлежности за пушене като става особено успешен търговец.
На 30 ноември 1928 г. се жени за Лили Ханеборг, дъщеря на собственик на земя. Имат две деца – Рагна и Пер.
През 1929 г. семейството му се премества в ново жилище, където той започва да систематизира записките си и да пише романи въз основа на тях. Заради бизнеса и децата пише предимно нощем, навик който му остава до края на живота.
Първият му разказ е публикуван през 1921 г. От 1914 той подготвя материалите за романа си и през 1932 г. ръкописът е готов.
Първият му роман „Отвъд пеят горите“ от трилогията „Бьорндал“ е публикуван през 1933 г. Следват „Полъх от Планината на мъртвите“ и „Път заобиколен няма“. Оттогава са преведени на 30 езика и продадени в 12 млн. екз., а трилогията е включена в специалната селекция на Белия дом, САЩ, с най-доброто от литературата на ХХ век.
С избухването на Втората световна война и инвазията на Германия на 9 април 1940 г. отива във фермата на тъста си в Маркер. Скоро след това продава бизнеса си с тютюн в Осло. Закупува и се премества със семейството си в една ферма в Айсберг, което му позволява да реализира мечтата си да бъде земеделски производител. Въпреки че не участва лично в ежедневните задачи, той инвестира много усилия в планирането и управлението на фермата и поддържа добри отношения със съседите си.
Трюгве Гюлбрансен умира на 10 октомври 1962 г. в Ейдсберг.

## Произведения

### Серия „Трилогия Бьорндал“ (Bjørndal Trilogy)
1. Og bakom synger skogene (1933)
Отвъд пеят горите, изд.: ИК „Персей“, София (2013), прев. Неда Димова
2. Det blåser fra Dauingfjell (1934)
Полъх от Планината на мъртвите, изд.: ИК „Персей“, София (2013), прев. Неда Димова
3. Ingen vei går utenom (1935)
Път заобиколен няма, изд.: ИК „Персей“, София (2013), прев. Неда Димова

### Екранизации
- 1959 Und ewig singen die Wälder
- 1960 Das Erbe von Björndal